# Шандор Броди
Шандор Броди (мађ. Bródy Sándor; 15. август 1884) је био мађарски фудбалер јеврејског порекла. Био је члан фудбалске репрезентације која је представљала Мађарску на Олимпијским играма 1912. године. Играо је за Ференцварош и његов први наступ за клуб био је 1902. године, а у стартној постави Ференцвароша играо је до 1914. године.
Учествовао је у Првом светском рату у аустроугарској војсци, ау марту 1915. заробљен је од стране руске војске код пољског града Пшемисл и остатак рата провео у руском заробљеничком логору Березовка на реци Об. у Сибиру.

## Играчка каријера

### Клубови
Дана 23. фебруара 1902. дебитовао је у тиму Ференцвароша против БТК-а (1-5). У Ференцварошу је играо 12 сезона, од којих је осам пута био шампион и четири пута вицешампион. Последњи меч одиграо је 10. маја 1914. такође против БТК-а (1-0). Још два пута је одиграо званичну утакмицу за Ференцварош, једну 1920. и једну 1921. године. За Фради је одиграо укупно 307 мечева (151 лигашка, 92 интернационална, 64 домаће наградне утакмице) и постигао 17 голова (11 лигашких, 6 осталих).

### Репрезентација
Између 1906. и 1913. у репрезентацији се појавио 17 пута и постигао један гол. Био је члан тима који је учествовао на Олимпијским играма у Стокхолму 1912. године, али није играо. Прву утакмицу за репрезентацију Мађарске, Броди је одиграо 4. новембра 1906. године против репрезентације Аустрије у Будимпешти. Мађарска је победила са 3 : 1.. Свој први и једини гол за репрезентацију постигао је 14. јула 1912. године против репрезентације Русије у Москви, када је Мађарска победила са 12 : 0.

### Као тренер
У периоду између 1921 па до 1923. године водио је екипу Гетесбурга а у сезонама 1925-1926 водио је зелено-беле (Ференцварош) до шампионата као помоћни, незванични, тренер. Године 1937. је на једној утакмици био главни тренер Ференцвароша.

## Достигнућа

### Играч
- Првенство Мађарске
  - шампион: 1903, 1905, 1906/07, 1908/09, 1909/10, 1910/11, 1911/12, 1912/13
- Куп Мађарске
  - победник: 1913
- Почасни члан Ференцвароша: 1925.
- Летње олимпијске игре
  - 5.: 1912. Стокхолм

### Као тренер
- Мађарско првенство
  - Са Ференцварошем, шампион: 1925/26.